# Daria Nicolodi

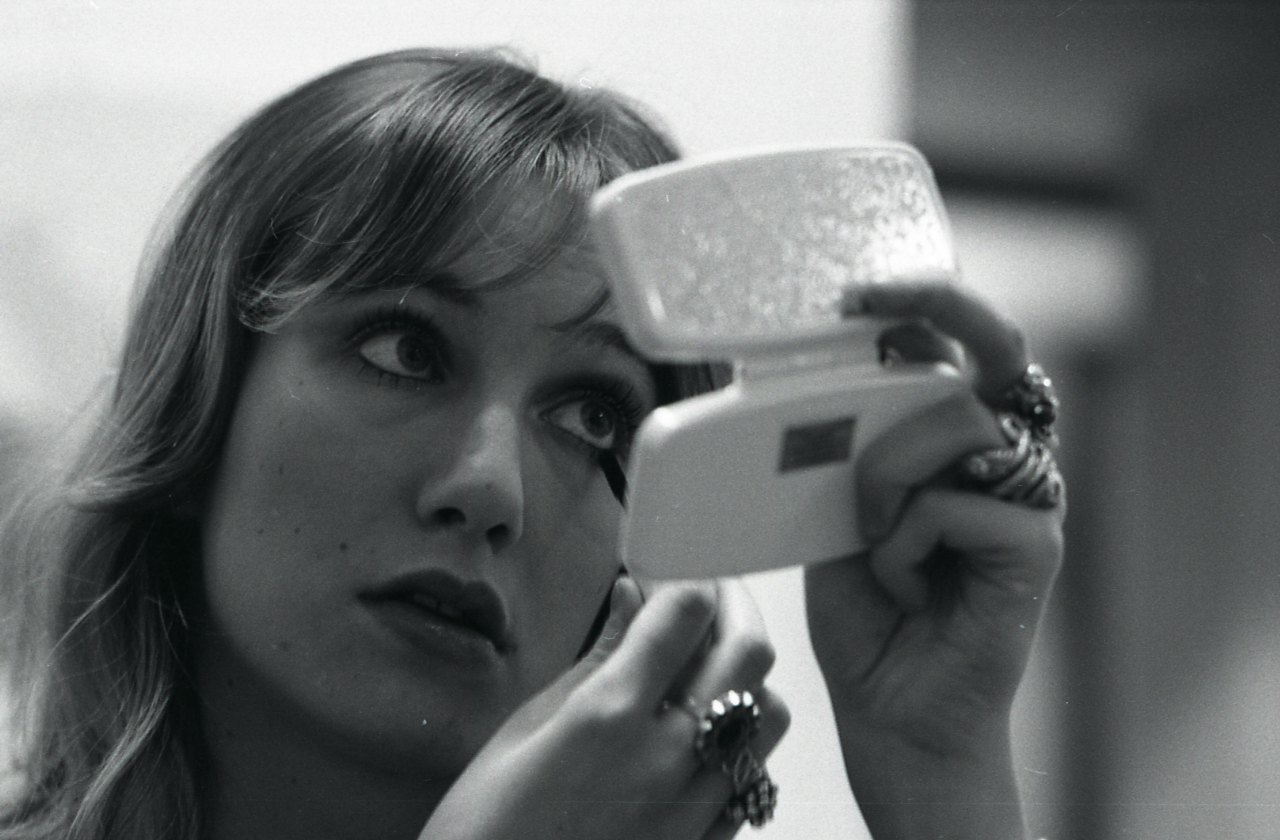
Daria Nicolodi (1970), Fotografie von Paolo Monti

Daria Nicolodi (* 19. Juni 1950 in Florenz; † 26. November 2020 in Rom) war eine italienische Schauspielerin und Drehbuchautorin.

## Leben und Karriere
Daria Nicolodi war die Enkelin des Komponisten Alfredo Casella und wuchs als Tochter eines Anwalts auf. Ende der 1960er-Jahre zog sie nach Rom, studierte Schauspiel und kam schließlich zu ersten Rollen bei Theater und Film. Ihr Auftritt in der Krimikomödie La proprietà non è più un furto (1973) von Elio Petri brachte ihr einen italienischen Kritikerpreis ein. Insbesondere in den 1970er- und 1980er-Jahren war sie in zahlreichen Hauptrollen oder größeren Nebenrollen in italienischen Kinofilmen zu sehen, außerdem wirkte sie mehrfach an Fernsehproduktionen wie etwa Giuseppe Verdi – Eine italienische Legende von 1982 mit.
International wurde Nicolodi vor allem durch ihre langjährige Zusammenarbeit mit dem Regisseur Dario Argento bekannt, die 1975 mit einer Hauptrolle als junge Journalistin in Rosso – Farbe des Todes begann und 2007 mit einer Nebenrolle in The Mother of Tears endete. Neben ihren Schauspielrollen war Nicolodi die Ideengeberin und Mitautorin von Argentos Horrorfilm Suspiria (1977). Sie arbeitete auch mit anderen Regisseuren im Genre des Horrorfilms, so mit Mario Bava bei Schock (1977) und mit Lamberto Bava bei Das unheimliche Auge (1987). Unter Regie von Ettore Scola spielte sie 1985 in der Tragikomödie Macaroni an der Seite von Jack Lemmon und Marcello Mastroianni. Zuletzt war Nicolodi 2009 in einer Gastrolle in einer italienischen Fernsehserie zu sehen.
Von 1974 bis 1985 führte Nicolodi mit Dario Argento auch privat eine Beziehung, aus dieser stammt die Tochter Asia Argento. Unter Regie ihrer Tochter stand sie im Jahr 2000 im Kinofilm Scarlet Diva. Aus einer früheren Beziehung mit dem Bildhauer Mario Ceroli hatte sie ebenfalls eine Tochter namens Anna, die bereits 1994 bei einem Unfall starb. Daria Nicolodi starb im November 2020 im Alter von 70 Jahren.

## Filmografie (Auswahl)
- 1970: Bataillon der Verlorenen (Uomini contro)
- 1972: I Nicotera (Fernseh-Miniserie, fünf Folgen)
- 1973: La proprietà non è più un furto
- 1975: Rosso – Farbe des Todes (Profondo rosso)
- 1977: Schock
- 1977: Suspiria – als Drehbuchautorin, zusätzlich eine kleine Nebenrolle
- 1980: Horror Infernal (Inferno) – auch ungenannte Mitarbeit am Drehbuch
- 1982: Tenebrae (Tenebre)
- 1982: Giuseppe Verdi – Eine italienische Legende (Verdi; Fernseh-Miniserie)
- 1985: Phenomena
- 1985: Macaroni (Maccheroni)
- 1987: Das unheimliche Auge (Le foto di Gioia)
- 1987: Terror in der Oper (Opera)
- 1989: Paganini Horror – Der Blutgeiger von Venedig (Paganini Horror) – auch als Drehbuchautorin
- 1989: Sinbad – Herr der sieben Meere (Sinbad of the Seven Seas)
- 1993: Netz der Vergangenheit (La fine è nota)
- 1998: Ist Liebe nur ein Wort? (La parola amore esiste)
- 2000: Scarlet Diva
- 2007: The Mother of Tears (La terza madre)
- 2009: Il mostro di Firenze (Fernsehserie, eine Folge)